# 고산군 (전라북도)
| Daedongyeojido (Gyujanggak) 16-04.jpg |
| Daedongyeojido (Gyujanggak) 17-04.jpg |

고산군(高山郡)은 전북특별자치도에 있던 군이다. 현재의 완주군 고산면, 비봉면, 동상면, 화산면, 경천면, 운주면에 해당하는 지역이다. 1914년 전주군에 통합되어 폐지됐으며 옛 고산군 지역은 현재 완주군의 일부로 남아있다.

## 1914년 이후
1914년의 행정구역과 현재의 행정구역 비교
| 부령 제111호 |                 |                                                |
| 구 행정구역 | 신 행정구역     | 신 행정구역                                    |
| 고산군 군내면(郡內面) 하양리/신흥리/양지리/음지리/구유리/원산리/내율리/서봉리 일부, 신봉리/소농리/관동(寛洞)/탑동/평지리/서봉리 일부, 봉동/어우리/(서면)봉곡리 일부/(남면)용암리 일부/신기리 일부/신덕리, 자포동/어덕리/관동(館洞)/신평리/말리/부평리/상리/중리/교전리                                                                 | 전주군 고산면   | 율곡리, 서봉리, 어우리, 읍내리                 |
| 고산군 남면(南面) 노초리/덕암리/신정리/신기리 일부, 산정리/신풍리/양화리/신상리/평산리/인풍리/수락리/죽림리 일부/양야리 일부, 명석리/화정리/석탄리/동곡리/양야리 일부/죽림리 일부 | 전주군 고산면   | 남봉리, 양야리, 화정리                         |
| 고산군 동상면(東上面) 은천리/산천리/운곡리/신기리/대아리/축령리/수만리 일부, 율치리/황도리/시평리/묵계리/거인리, 학동/지향리/입석리/수만리 일부/장수리 일부, 신월리/용연리/구수리/율목리/검태리/장수리 일부/거인리 일부 | 전주군 동상면   | 대아리, 사봉리, 수만리, 신월리                 |
| 고산군 동하면(東下面) 마산리/하대리/어우리/송학리/성재동/청동/화전리/(남면)낙오리, 운하리/대향리/운용리/신상리/소향리/오룡리/(북하면)용암리, 신당리/동봉리/반룡리/유봉리/유중리/오산리 | 전주군 삼기면   | 성재리, 소향리, 오산리                         |
| 고산군 북하면(北下面) 전삼리/후삼리/백현리/봉림리/전송리/후송리/와하리 일부/(동하면)기린리/종암리, 가양리/후동/와상리/와중리/임전리/인봉리/나복리/와하리 일부/종리 일부/(동하면)어덕리 일부/(운서상면)창곡리 일부/신풍리 일부, 용동/번대리/농상리/농하리/궁평리/종리 일부/(동하면)어덕리 일부, 대상리/대하리/천호동/시목동/신기리/선동 | 전주군 삼기면   | 삼기리, 와룡리, 종리                           |
| 고산군 북하면(北下面) 전삼리/후삼리/백현리/봉림리/전송리/후송리/와하리 일부/(동하면)기린리/종암리, 가양리/후동/와상리/와중리/임전리/인봉리/나복리/와하리 일부/종리 일부/(동하면)어덕리 일부/(운서상면)창곡리 일부/신풍리 일부, 용동/번대리/농상리/농하리/궁평리/종리 일부/(동하면)어덕리 일부, 대상리/대하리/천호동/시목동/신기리/선동 | 전주군 비봉면   | 대치리                                         |
| 고산군 북상면(北上面) 구상리/구중리/구하리/구평리/금곡리/이전리 일부/관동 일부, 웅암리/칠전리/신곡리/사곡리/이전리 일부/(서면)자암리/백도리, 구라리/수출리/부소리/산정리/평지리/수선리/당산리/송수리/관동 일부 | 전주군 비봉면   | 이전리, 백도리, 수선리                         |
| 고산군 서면(西面) 천호동/명곡리/내월리/동리/농소리 일부/송치리 일부/(북상면)명곡리, 용동/죽림리/봉황리/신월리/우리/봉산리/사치리/염암리/호계리 일부/봉곡리 일부/(남면)용암리 일부, 평촌리/문암리/장구리/신기리/소농리 일부/송치리 일부/호계리 일부                                                                                     | 전주군 비봉면   | 내월리, 봉산리, 소농리                         |
| 고산군 운서상면(雲西上面) 병암리/우월리/죽동/봉황리/동봉리/용복리, 상호리/하호리/누항리/밀파리/검단리, 가정리/공수리/정자동/대정리/신내리/북양리 일부/신풍리 일부/창곡리 일부 | 전주군 화산면   | 우월리, 운산리, 화월리                         |
| 고산군 운서하면(雲西下面) 석천리/학항리/부현리/운곡리/혈의리/학봉리/봉산리/반교리/(운서상면)북양리 일부, 운제리/옥포리 일부/석교리 일부/(운동상면)운제리 일부, 덕동/작동/예곡리, 성남리/후고리/상고리/중고리/수락리 | 전주군 화산면   | 운곡리, 운제리, 춘산리, 화평리                 |
| 고산군 운동상면(雲東上面) 백석리/구제리/수치리/수청리, 상산리/하산리/서평리/신복리/(충청남도 연산군 양량소면)산북리/기동, 엄목리/현동/완창리/(운동하면)안하리, 상장리/중장리/가척리/마치리/덕동/용평리, 성북리/거사리/백암리/운제리 일부/(운동하면)옥포리 일부/석교리 일부, 승치리/미서리/미남리/백암리 일부                           | 전주군 운선면   | 구제리, 산북리, 완창리, 장선리, 성북리, 승치리 |
| 고산군 운동하면(雲東下面) 삼거리/태평리/고당리/고중리/축령리, 금당리/원리/옥분리/궁동/대궁동, 오상리/가천리/만석리/구재리/요동/동향동/시우동/묵방리, 경천리/오복리/대석리/죽림리/성가리/오봉리, 석장리/신덕리/구수동/용복리/만수동 | 전주군 운동하면 | 고당리, 금당리, 가천리, 경천리, 용복리         |
| 고산군 운북면(雲北面) 도상리/도하리/상리/중리/(충청남도 은진군 가야곡면)석서리 일부, 신교리/백촌리/계동/무수동/상고리/구만리/(충청남도 은진군 가야곡면)석서리 일부/(충청남도 은진군 상두면)양촌리 일부 | 논산군 양촌면   | 도평리, 임화리                                 |
- 고산면은 군내면과 남면의 합면으로 기존 군명을 차용하여 지어졌다.
- 삼기면은 북상면과 북하면의 합면으로 삼기정의 이름을 따 지어졌다.
- 화산면은 운서상면과 운서하면의 합면으로 화개산의 이름을 따 지어졌다.
- 비봉면은 북상면과 서면의 합면으로 비봉산의 이름을 따 지어졌다.
- 운주면, 경천면은 각각 운동상면, 운동하면 구역으로 1914년 운동상면이 운주면으로 개칭, 1935년 운서상면을 분할, 운동상면을 편입하여 운주면이 되었다. 1989년 4월 1일 경천출장소를 경천면으로 분립했다. 운동상, 운동하, 운서상, 운서하, 운북 5개 면은 옛 운제현(雲梯縣) 구역이다.